# Fan Mei-sheng
Fan Mei-sheng (né en 1942) est un acteur hongkongais ayant joué dans une centaine de films, considéré comme un pilier de la Shaw Brothers, spécialisé dans les seconds rôles de personnages souvent hauts en couleur tirant parti de son physique pittoresque mais peu engageant.
Il est le père de l’acteur Fan Siu-wong.

## Filmographie partielle
- 1964 : The Story of Sue San : maître Fan
- 1965 : Sons of Good Earth : Shi Tou
- 1966 : The Knight of Knights : un moine
- 1966 : The Monkey Goes West : le 3ème prince du roi-dragon de l’ouest
- 1967 : Le Sabreur manchot
- 1967 : Angel with the Iron Fists : l’agent 403
- 1967 : Rape of the Sword : un sbire de Lo Yi-hu
- 1967 : Operation Lipstick : un membre de l'organisation Dragon de perle
- 1967 : The Goddess of Mercy : un soldat
- 1968 : Black Butterfly
- 1968 : The Silver Fox
- 1968 : The Magnificent Swordsman : un méchant
- 1968 : The Angel Strikes Again : un sbire du gang des artificiers
- 1968 : The Rainbow :  un sbire
- 1968 : That Fiery Girl : un lieutenant de la vallée Hulu
- 1968 : The Jade Raksha :  Yan Long Er
- 1969 : Dragon Swamp :  Ting Hu
- 1969 : La Diablesse aux mille visages : un policier
- 1970 : Heads for Sale
- 1970 : The Golden Knight :  Guan Xi-yang
- 1970 : Heads for Sale :  Wan San-chu
- 1970 : Les Douze Médaillons d'or : un combattant d'origine asiatique
- 1970 : Valley of the Fangs : M. Ma
- 1970 : The Iron Buddha :  maître Luo
- 1971 : The Jade Faced Assassin
- 1972 : La Légende du lac :  Li Kui, « le Tourbillon Noir »
- 1972 : Intimate Confessions of a Chinese Courtesan : Wu Hua-tian, un fournisseur de madame Chun
- 1972 : Les 14 Amazones : le général Chiao Ting-kuai
- 1973 : Camp d'amour pour chiens jaunes : un officier japonais
- 1973 : Frères de sang : Yin, un chef de brigands
- 1973 : Le Pirate
- 1974 : Hong Kong 73 :  Big Beard
- 1974 : The Teahouse :  Boss Lui's gangster
- 1974 : Five Tough Guys :  Wei Jin-Bao
- 1974 : Kidnap :  Chao Hai Chuan
- 1975 : All Men are Brothers :  Li Kui, « le Tourbillon Noir »
- 1975 : Temperament of Life : Chang
- 1975 : Killer Clans : Ma Fung Chung
- 1975 : The Dragon Missile : Miu Fei
- 1975 : The Magic Blade : Painting Wu
- 1975 : King Gambler : Sha Wu Lin
- 1977 : The Criminals 3 :  Ah Hsin
- 1977 : Le Tigre de jade : Zhao Zhong
- 1977 : Cobra Girl : le patron de Xu Xiang
- 1977 : Death Duel : le muet
- 1977 : To Kill a Jaguar : Cheung Sam
- 1977 : The Brave Archer : Odd Immortal Leung Sin-Yung
- 1977 : Les Poignards volants : Chuan Jia
- 1977 : Pursuit of Vengeance : Yi Da-Jing
- 1978 : Amsterdam Connection : M. Tung
- 1979 : Le Héros magnifique : le mendiant Su
- 1980 : La Danse du lion
- 1981 : Tigre blanc : M. Pao
- 1982 : Seven Knights
- 1984 : Les Boys en enfer
- 1985 : L'Année du dragon : Ma-la-Poudre, un entrepreneur d'origine chinoise
- 1986 : Shanghaï Express : un bandit
- 1987 : Le Marin des mers de Chine 2
- 1987 : Riches et Célèbres (Rich and Famous) : Fan Tit Tau
- 1988 : Operation Foxhunt
- 1989 : Darkside of Chinatown : Cheung
- 1991 : Riki-Oh: The Story of Ricky
- 1994 : Master of Zen